# Cime de Rocca Sièra
La cime de Rocca Sièra est un sommet faisant partie des Préalpes de Nice. Le sommet, qui culmine à 1 501 mètres d'altitude, se situe sur la commune de Duranus.